# Casimcea
Casimcea község Tulcea megyében, Dobrudzsában, Romániában. A hozzá tartozó települések: Cișmeaua Nouă, Corugea, Haidar, Rahman, Războieni és Stânca

## Fekvése
A település az ország délkeleti részén található, a megyeszékhelytől, Tulcsától nyolcvan kilométerre délnyugatra, a Casimcea patak mentén.

## Története
Régi török neve Kasimça. Első írásos említése 1543-ból való, ekkor mint két közeli települést említették, Kara-Kasim illetve Abdul-Kasim néven. A település iskoláját 1886-ban alapították.

## Lakossága
A nemzetiségi megoszlás a következő:
| 2002      | 2002 | 2002   |
| --------- | ---- | ------ |
| Románok   | 3260 | 96,30% |
| Törökök   | 64   | 1,89%  |
| Romák     | 57   | 1,68%  |
| Bolgárok  | 1    | 0,02%  |
| Lipovánok | 1    | 0,02%  |
| Tatárok   | 1    | 0,02%  |
| Egyéb     | 1    | 0,02%  |
| Összesen  | 3385 | 100,0% |

## Látnivalók
- Görögkeleti templom – 1900-ban építették.
- Valea Mahomencei – természetvédelmi körzet.

## Híres emberek
- Ion Jalea (Casimcea, 1887. május 19. – 1983. november 7.): szobrász, a Román Akadémia tagja volt.